# Campeonato Brasileiro de Acrobacia Aérea
O Campeonato Brasileiro de Acrobacia Aérea é um evento realizado desde o final da década de 1930 e anualmente desde 1989 para determinar o campeão brasileiro de acrobacia aérea em cada ano.
Os primeiros campeonatos, de 1939 a 1941, foram organizados pelo Aeroclube do Brasil durante a Semana da Asa. De 1989 a 2009 o campeonato foi organizado pela ACRO Brasil. Em meados dos anos 2000 muitos atletas brasileiros se distanciaram do esporte devido a falência das companhias aéreas VASP e Varig, que obrigou vários a buscarem emprego no exterior. Os efeitos dessa crise geraram uma interrupção nas atividades competitivas no Brasil até o ano de 2013 quando o CBA (fundado em 2011) assumiu a responsabilidade de organizar novos campeonatos.

## Categorias
Existem cinco categorias em competições acrobáticas. Eles variam de acordo com a dificuldade das manobras acrobáticas individuais que contêm, bem como com a combinação dessas manobras dentro da sequência. Em ordem crescente de dificuldade, as categorias são:
- Básica (Primary)
- Esporte (Sportsman/Sports)
- Intermediária (Intermediate)
- Avançada (Advanced)
- Ilimitada (Unlimited)

Além dessas cinco categorias também existe um programa extra que se aproxima dos shows aéreos, a competição de 4 Minutos Estilo Livre (4 Minute Freestyle). Neste programa, os pilotos buscam demonstrar a sua criatividade e competências superiores como artistas, sendo o julgamento aqui quase inteiramente subjetivo, em oposição à avaliação objetivas de precisão das manobras utilizada nas categorias anteriormente mencionadas.
Nos primórdios do esporte não existia essa divisão de categorias e, portanto, nos campeonatos de 1939 a 1941 a disputa era por uma "categoria única". Além disso, na época havia separação de torneio masculino e feminino, algo que não ocorre mais desde 1989.
O CBA vem incentivando a prática de acrobacia em planadores e aos poucos implementando a modalidade nos campeonatos.

## Vencedores
Os resultados abaixo foram retirados dos sites da ACRO e CBA e de registros jornalísticos ou pessoais dos atletas.
LEGENDA
- 1ª linha: Bandeira do estado e nome do piloto vencedor.
- 2ª linha: Bandeira do país e modelo da aeronova vencedora, além da sua matrícula entre colchetes [**-***].
- Os pilotos que estão em negrito são os campeões nacionais do ano. As competições em avião e planador são separadas, portanto quando as duas ocorrem existem dois campeões nacionais.
- Os números entre parênteses (*) indicam número de vezes que o piloto foi campeão daquela categoria.
| Ano                                          | Entidade organizadora | AVIÃO                                                                  | AVIÃO                                                         | AVIÃO                                                               | AVIÃO | AVIÃO                                                         | AVIÃO                                              | PLANADORES                                                                                              | PLANADORES                                                                                              | Município(s) sede                                                                                    |
| Ano                                          | Entidade organizadora | Ilimitada                                                              | Avançada                                                      | Intermediária                                                       | Esporte | Básica                                                        | 4 Minutos Estilo Livre                             | Esporte                                                                                                 | Básica                                                                                                  | Município(s) sede                                                                                    |
| Ano                                          | Entidade organizadora | Piloto e Aeronave                                                      | Piloto e Aeronave                                             | Piloto e Aeronave                                                   | Piloto e Aeronave                                                                                                | Piloto e Aeronave                                             | Piloto e Aeronave                                  | Piloto e Aeronave                                                                                       | Piloto e Aeronave                                                                                       | Município(s) sede                                                                                    |
| -------------------------------------------- | --------------------- | ---------------------------------------------------------------------- | ------------------------------------------------------------- | ------------------------------------------------------------------- | --- | ------------------------------------------------------------- | -------------------------------------------------- | --- | --- | --- |
| 1939                                         | Aeroclube do Brasil   | Anesio Amaral (1) Ryan STA [PP-TBQ]                                    | Anesio Amaral (1) Ryan STA [PP-TBQ]                           | Anesio Amaral (1) Ryan STA [PP-TBQ]                                 | Anesio Amaral (1) Ryan STA [PP-TBQ]                                                                              | Anesio Amaral (1) Ryan STA [PP-TBQ]                           | Modalidade inexistente                             | Não houve disputa                                                                                       | Não houve disputa                                                                                       | Rio de Janeiro - RJ (Manguinhos)                                                                     |
| 1940                                         | Aeroclube do Brasil   | Renato Pedroso (1) - Campeão Masculino Bücker Bü 133 [PP-TDP]          | Renato Pedroso (1) - Campeão Masculino Bücker Bü 133 [PP-TDP] | Renato Pedroso (1) - Campeão Masculino Bücker Bü 133 [PP-TDP]       | Renato Pedroso (1) - Campeão Masculino Bücker Bü 133 [PP-TDP]                                                    | Renato Pedroso (1) - Campeão Masculino Bücker Bü 133 [PP-TDP] | Modalidade inexistente                             | Não houve disputa                                                                                       | Não houve disputa                                                                                       | Rio de Janeiro - RJ (Manguinhos)                                                                     |
| 1940                                         | Aeroclube do Brasil   | Joana "Joaninha" Castilho (1) - Campeã Feminina Bücker Bü 131 [PP-TFF] |                                                               |                                                                     | |                                                               | Modalidade inexistente                             | Não houve disputa                                                                                       | Não houve disputa                                                                                       | Rio de Janeiro - RJ (Manguinhos)                                                                     |
| 1941                                         | Aeroclube do Brasil   | Rene Tácola (1) - Campeão Masculino                                    | Rene Tácola (1) - Campeão Masculino                           | Rene Tácola (1) - Campeão Masculino                                 | Rene Tácola (1) - Campeão Masculino                                                                              | Rene Tácola (1) - Campeão Masculino                           | Modalidade inexistente                             | Não houve disputa                                                                                       | Não houve disputa                                                                                       | Rio de Janeiro - RJ (Manguinhos)                                                                     |
| 1941                                         | Aeroclube do Brasil   | Joana "Joaninha" Castilho (2) - Campeã Feminina Bücker Bü 131 [PP-TFF] |                                                               |                                                                     | |                                                               | Modalidade inexistente                             | Não houve disputa                                                                                       | Não houve disputa                                                                                       | Rio de Janeiro - RJ (Manguinhos)                                                                     |
| Não houve campeonato nacional de 1942 a 1988 |                       |                                                                        |                                                               |                                                                     | |                                                               |                                                    | | | |
| 1989                                         | ACRO                  |                                                                        |                                                               |                                                                     | Lidio Bertolini Neto (1) Christen Eagle II                                                                       | Ruben Moraes (1) Christen Eagle II                            | Não houve disputa                                  | Não houve disputa                                                                                       | Não houve disputa                                                                                       | Rio de Janeiro - RJ (Jacarepaguá)                                                                    |
| 1990                                         | ACRO                  |                                                                        |                                                               |                                                                     | Fernando Paes de Barros (1) Christen Eagle II                                                                    | Alberto Kunath (1)                                            | Não houve disputa                                  | Não houve disputa                                                                                       | Não houve disputa                                                                                       | 1: Campinas - SP (Campo dos Amarais) 2: Itanhaém - SP                                                |
| 1991                                         | ACRO                  |                                                                        | Fernando Paes de Barros (1) Christen Eagle II                 | Ricardo Gobbetti (1) Christen Eagle II                              | Eduardo Haupt (1) Christen Eagle II                                                                              | Strelow (1)                                                   | Não houve disputa                                  | Não houve disputa                                                                                       | Não houve disputa                                                                                       | 1: Maringá - PR 2: Erechim - RS 3: Bebedouro - SP                                                    |
| 1992                                         | ACRO                  |                                                                        | Rudy Penteado (1)                                             | Sergio Machado (1)                                                  | Alberto Kunath (1)                                                                                               | Rampi (1)                                                     | Não houve disputa                                  | Não houve disputa                                                                                       | Não houve disputa                                                                                       | 1: Ubatuba - SP 2: Lagoa Santa - MG 3: Rio de Janeiro - RJ (Jacarepaguá)                             |
| 1993                                         | ACRO                  |                                                                        | Eduardo Haupt (1) Christen Eagle II [PP-ZBI]                  | Sergio Machado (2) Christen Eagle II [PP-ZRS]                       | Ronaldo Wickert (1) Christen Eagle II [PP-ZRS]                                                                   | Marcio Ciulla (1) CAP 10B [PT-LOK]                            | Não houve disputa                                  | Não houve disputa                                                                                       | Não houve disputa                                                                                       | 1: Ubatuba - SP 2: Ribeirão Preto - SP 3: Porto Alegre - RS (Belém Novo)                             |
| 1994                                         | ACRO                  |                                                                        | Rudy Penteado (2) Pitts S-2B [PP-ZUB]                         | Miguel Bonato (1) Christen Eagle II [PP-ZSP]                        | Luiz G. Richieri (1) Decathlon [PP-ZPA] & Pitts S-2B [PP-ZUB]                                                    | Paulo Bastos (1) CAP 10B [PT-LOK & PT-LXM]                    | Não houve disputa                                  | Não houve disputa                                                                                       | Não houve disputa                                                                                       | 1: Joinville - SC 2: Ribeirão Preto - SP 3: Porto Alegre - RS (Belém Novo)                           |
| 1995                                         | ACRO                  |                                                                        | Augusto Pagliacci Jr. (1)                                     |                                                                     | |                                                               | Não houve disputa                                  | Não houve disputa                                                                                       | Não houve disputa                                                                                       | 1: Tupã - SP 2: Ribeirão Preto - SP 3: Porto Alegre - RS (Belém Novo) 4: Ituiutaba - MG              |
| 1996                                         | ACRO                  | Rudy Penteado (1)                                                      |                                                               |                                                                     | |                                                               | Não houve disputa                                  | Não houve disputa                                                                                       | Não houve disputa                                                                                       | 1: Tupã - SP 2: Ribeirão Preto - SP 3: Erechim - RS 4: Criciúma - SC                                 |
| 1997                                         | ACRO                  | Fernando Paes de Barros (1) Extra 300 [PP-ZSQ]                         | "Cacalo" (1) Pitts S-2B [PP-ZUB]                              | "Tuca" Torresan (1) Pitts S-2B [PP-ZUB & PT-ZOO]                    | Silvio Gaspar (1) Pitts S-2B [PP-ZUB]                                                                            | Morandini (1) Pitts S-2B [PT-ZOO]                             | Não houve disputa                                  | Não houve disputa                                                                                       | Não houve disputa                                                                                       | 1: Vila Velha - ES 2: Ribeirão Preto - SP 3: Porto Alegre - RS (Belém Novo) 4: Tupã - SP             |
| 1998                                         | ACRO                  | Fernando Paes de Barros (2) Extra 300 [PP-ZSQ]                         | Adilson Kindlemann (1) Christen Eagle II [PT-ZCN]             | André Engelmann (1) Pitts S-2A [PT-ZRP]                             | Mario "Italiano" Capacchi (1) Christen Eagle II [PP-ZEX]                                                         | Sommer (1) Super Decathlon [PP-TZT]                           | Não houve disputa                                  | Não houve disputa                                                                                       | Não houve disputa                                                                                       | 1: Florianópolis - SC 2: Ribeirão Preto - SP 3: Porto Alegre - RS (Belém Novo)                       |
| 1999                                         | ACRO                  | Luiz G. Richieri (1) Sukhoi Su-31 [PT-ZSL]                             | Fabio Moritz (1)                                              | Silvio Gaspar (1)                                                   | Cesar | Hernani Dippólito (1)                                         | Não houve disputa                                  | Não houve disputa                                                                                       | Não houve disputa                                                                                       | 1: Vila Velha - ES 2: Ribeirão Preto - SP 3: Bragança Paulista - SP 4: Bragança Paulista - SP        |
| 2000                                         | ACRO                  | Luiz G. Richieri (2) Sukhoi Su-31 [PT-ZSL]                             | Gúnar Armin (1) Pitts S-1S [PT-ZHU]                           |                                                                     | Eduardo Fabiano (1) Christen Eagle II [PT-ZKS]                                                                   | "Juka" (1)                                                    | Não houve disputa                                  | Não houve disputa                                                                                       | Não houve disputa                                                                                       | 1: Vila Velha - ES 2: Ribeirão Preto - SP 3: Bragança Paulista - SP 4: Trindade - GO                 |
| 2001                                         | ACRO                  | Adilson Kindlemann (1) Extra 300 [PP-ZSQ]                              | Fabio Moritz (2) Sukhoi Su-31 [PT-ZSL] & Extra 230 [PP-XFX]   | Eduardo Fabiano (1) Christen Eagle II [PT-ZKS] & Extra 230 [PP-XTR] | Hernani Dippólito (1)                                                                                            | Filipe Rafaeli (1)                                            | Não houve disputa                                  | Não houve disputa                                                                                       | Não houve disputa                                                                                       | 1: Ponta Grossa - PR 2: Bragança Paulista - SP 3: Agudos - SP 4: Americana - SP                      |
| 2002                                         | ACRO                  | Adilson Kindlemann (2) Extra 300 [PP-ZSQ]                              | Gúnar Armin (2) Pitts S-1S [PT-ZHU]                           | Eduardo Fabiano (2) Extra 230 [PP-XTR]                              | Filipe Rafaeli (1) Super Decathlon [PP-TZV & PP-TZT]                                                             | Lencir "Zin" (1) Christen Eagle II [PP-ZEX]                   | Luiz G. Richieri (1) Sukhoi Su-31 [PT-ZSL]         | Não houve disputa                                                                                       | Não houve disputa                                                                                       | 1: Ponta Grossa - PR 2: Dourados - MS 3: Bragança Paulista - SP 4: Rio de Janeiro - RJ (Jacarepaguá) |
| 2003                                         | ACRO                  | Adilson Kindlemann (3) Extra 300 [PP-ZSQ]                              | Luiz Dell'Aglio (1) Extra 230 [PT-ZUN]                        |                                                                     | Filipe Rafaeli (2) Super Decathlon [PP-TZV]                                                                      | Eduardo "Dudu" Venson (1) Decathlon [PP-ZPA]                  | Luiz G. Richieri (2) Sukhoi Su-31 [PT-ZSL]         | Não houve disputa                                                                                       | Não houve disputa                                                                                       | 1: Ponta Grossa - PR 2: Barretos - SP 3: Bragança Paulista - SP 4: Araras - SP                       |
| 2004                                         | ACRO                  | Luiz G. Richieri (3) Sukhoi Su-31 [PT-ZSL]                             |                                                               | Regis Notini (1) Christen Eagle II [PT-ZCN]                         | Filipe Rafaeli (3) Super Decathlon [PP-TZV & PP-KDZ]                                                             | Felipe Lima (1) Super Decathlon [PP-TZV]                      | Luiz G. Richieri (3) Sukhoi Su-31 [PT-ZSL]         | Não houve disputa                                                                                       | Não houve disputa                                                                                       | 1: Ponta Grossa - PR 2: Itápolis - SP 3: Bragança Paulista - SP 4: Porto Alegre - RS (Belém Novo)    |
| 2005                                         | ACRO                  | Gúnar Armin (1) Pitts S-1S [PT-ZHU]                                    | Não houve participantes                                       | "Juka" (1) Van's RV-6 [PU-JUK]                                      | Filipe Rafaeli (4) Super Decathlon [PP-KDZ]                                                                      | Lucas Bonventi (1) Super Decathlon [PP-KDZ]                   |                                                    | Não houve disputa                                                                                       | Não houve disputa                                                                                       | 1: Assis - SP 2: Barretos - SP 3: Itápolis - SP                                                      |
| 2006                                         | ACRO                  | Não houve participantes                                                | Regis Notini (1) Christen Eagle II [PT-ZCN]                   | Luiz Dell'Aglio (1)                                                 | Antonio Carvalho (1)                                                                                             | Beto Bazaia (1)                                               | Luiz G. Richieri (4) Sukhoi Su-31 [PT-ZSL]         | Não houve disputa                                                                                       | Não houve disputa                                                                                       | 1: Paranavaí - PR 2: Itápolis - SP                                                                   |
| 2007                                         | ACRO                  | Não houve campeonato                                                   | Não houve campeonato                                          | Não houve campeonato                                                | Não houve campeonato                                                                                             | Não houve campeonato                                          | Não houve campeonato                               | Não houve campeonato                                                                                    | Não houve campeonato                                                                                    | Não houve campeonato                                                                                 |
| 2008                                         | ACRO                  | Não houve participantes                                                | Não houve participantes                                       | Não houve participantes                                             | André Textor (1)                                                                                                 |                                                               |                                                    | | | 2: Casa Branca - SP                                                                                  |
| 2009                                         | ACRO                  | Não houve participantes                                                | Não houve participantes                                       | Não houve participantes                                             | André Textor (2)                                                                                                 |                                                               |                                                    | | | |
| 2010                                         | Não houve campeonato  | Não houve campeonato                                                   | Não houve campeonato                                          | Não houve campeonato                                                | Não houve campeonato                                                                                             | Não houve campeonato                                          | Não houve campeonato                               | Não houve campeonato                                                                                    | Não houve campeonato                                                                                    | Não houve campeonato                                                                                 |
| 2011                                         | Não houve campeonato  | Não houve campeonato                                                   | Não houve campeonato                                          | Não houve campeonato                                                | Não houve campeonato                                                                                             | Não houve campeonato                                          | Não houve campeonato                               | Não houve campeonato                                                                                    | Não houve campeonato                                                                                    | Não houve campeonato                                                                                 |
| 2012                                         | Não houve campeonato  | Não houve campeonato                                                   | Não houve campeonato                                          | Não houve campeonato                                                | Não houve campeonato                                                                                             | Não houve campeonato                                          | Não houve campeonato                               | Não houve campeonato                                                                                    | Não houve campeonato                                                                                    | Não houve campeonato                                                                                 |
| 2013                                         | CBA                   | Francis Barros (1) Sukhoi Su-31 [PT-ZSV]                               | André Textor (1) Pitts S-2X [PR-ZXS]                          | Xande Venson (1) Extra 230 [PT-ZUN]                                 | Camilo Freitas (1) Christen Eagle II [PP-ZRS]                                                                    | Mário Lara (1) Christen Eagle II [PP-ZRS]                     |                                                    | Não houve disputa                                                                                       | Não houve disputa                                                                                       | Rio Verde - GO                                                                                       |
| 2014                                         | CBA                   | Francis Barros (2) Sukhoi Su-31 [PT-ZSV]                               | Marcos Geraldi (1) CEA-309 Mehari [PT-ZTG]                    | Camilo Freitas (1) Christen Eagle II [PP-ZRS]                       | Juliano Barros (1) Christen Eagle II [PR-ZJB]                                                                    | Guilherme Borges (1) Super Decathlon [PR-JVK]                 | Não houve disputa                                  | Não houve disputa                                                                                       | Não houve disputa                                                                                       | Pirassununga - SP (AFA)                                                                              |
| 2015                                         | CBA                   | Francis Barros (3) Sukhoi Su-31 [PT-ZSV]                               | André Textor (2) Slick 540 [PR-ZVX]                           | Camilo Freitas (2) Christen Eagle II [PP-ZEX]                       | Marcelo Menegati (1) Christen Eagle II [PP-ZEX]                                                                  | Oswaldo Guerra (1) CAP 10B [PT-LXM]                           |                                                    | Não houve disputa                                                                                       | Não houve disputa                                                                                       | Pirassununga - SP (AFA)                                                                              |
| 2016                                         | CBA                   | Francis Barros (4) Sukhoi Su-31 [PT-ZSV]                               | Não houve participantes                                       | Eduardo "Dudu" Venson (1) Slick 360 [PR-ZVH]                        | Pedro Tolomei (1) Pitts S-2C [PT-ZTE]                                                                            | "Faco" Panceri (1) CAP 10B [PP-ZJC]                           |                                                    | Não houve disputa                                                                                       | Não houve disputa                                                                                       | Pirassununga - SP (AFA)                                                                              |
| 2017                                         | CBA                   | Marcio Oliveira (1) Sukhoi Su-26MX [PT-ZSZ]                            | Não houve participantes                                       | Victor "Yanco" Yancovitz (1) Pitts S-2C [PT-ZTE]                    | "Faco" Panceri (1) CAP 10B [PP-ZJC]                                                                              | Juliana Fraschetti (1) Pitts S-2C [PT-ZTE]                    | Oswaldo Guerra (1) Decathlon [PP-OGN]              | Não houve disputa                                                                                       | Não houve disputa                                                                                       | Pirassununga - SP (AFA)                                                                              |
| 2018                                         | CBA                   | Francis Barros (5) Extra 300LP [PR-ZDV]                                | Chris Oliveira (1) Extra 300 [PR-ZYY]                         | Balila Anunciação (2) Pitts S-1C [PR-ZJU]                           | Pedro Anunciação (1) Super Decathlon [PR-JEV]                                                                    | Guilherme Acherman (1) Decathlon [PR-OLL]                     |                                                    | Não houve disputa                                                                                       | Não houve disputa                                                                                       | Pirassununga - SP (AFA)                                                                              |
| 2019                                         | CBA                   | Marcio Oliveira (2) Sukhoi Su-26MX [PT-ZSZ]                            | Chris Oliveira (2) Extra 300 [PR-ZYY]                         | William Rambo (1) Pitts S-2A [PT-ZMM]                               | Fabrício Medeiros (1) Van's RV-7 [PR-ZFZ]                                                                        | Plinio Lins (1) Decathlon [PR-OLL]                            | Marcio Oliveira (1) Sukhoi Su-26MX [PT-ZSZ]        | Não houve disputa                                                                                       | Kaio Puertas (1) SZD-50-3 Puchacz [PP-ACT]                                                              | Tatuí - SP                                                                                           |
| 2020                                         | CBA                   | Não houve campeonato devido a pandemia da COVID-19                     | Não houve campeonato devido a pandemia da COVID-19            | Não houve campeonato devido a pandemia da COVID-19                  | Não houve campeonato devido a pandemia da COVID-19                                                               | Não houve campeonato devido a pandemia da COVID-19            | Não houve campeonato devido a pandemia da COVID-19 | Não houve campeonato devido a pandemia da COVID-19                                                      | Não houve campeonato devido a pandemia da COVID-19                                                      | Não houve campeonato devido a pandemia da COVID-19                                                   |
| 2021                                         | CBA                   | Marcio Oliveira (3) Sukhoi Su-26MX [PT-ZSZ]                            | Balila Anunciação (1) Extra 300 [PR-ZYY]                      | "Faco" Panceri (1) CAP 10B [PP-ZJC]                                 | Oswaldo Guerra (1) Decathlon [PP-OGN]                                                                            | Lucas Yancovitz (1) Decathlon [PR-OLL]                        | "Faco" Panceri (1) CAP 10B [PP-ZJC]                | Não houve disputa                                                                                       | Não houve disputa                                                                                       | Palmeira - PR (Aldeia da Serra)                                                                      |
| 2022                                         | CBA                   | Marcio Oliveira (4) Sukhoi Su-26MX [PT-ZSZ]                            | Balila Anunciação (2) Pitts S-2B [PP-ZUB]                     | Felipe Mencacci (1) Pitts S-1S [PT-ZUV]                             | Guilherme Censoni (1) Pitts S-2B [PP-ZUB]                                                                        | João Teixeira (1) Super Decathlon [PS-NAP]                    | Balila Anunciação (1) Pitts S-2B [PP-ZUB]          | Não houve disputa                                                                                       | Não houve disputa                                                                                       | Jaboticatubas - MG (Serra do Cipó)                                                                   |
| 2023                                         | CBA                   | Marcio Oliveira (5) Sukhoi Su-26MX [PT-ZSZ]                            | Pedro Anunciação (1) Pitts S-2B [PT-ZOO]                      | Felipe Mencacci (2) Pitts S-1S [PT-ZUV]                             | Esporte Conhecida: Thiago Beraldo (1) Extra 200 [PT-ZMZ] Esporte Desonhecida: João Teixeira (1) CAP 10C [PP-CHA] | Gabriel Saia (1) Stolp Starduster Too [PP-ZSJ]                | Marcio Oliveira (2) Sukhoi Su-26MX [PT-ZSZ]        | Guilherme Ribeiro (1) SZD-48-3 Jantar [PT-POD] Obs.: A categoria foi uma mistura entre Esporte e Básica | Guilherme Ribeiro (1) SZD-48-3 Jantar [PT-POD] Obs.: A categoria foi uma mistura entre Esporte e Básica | Itápolis - SP                                                                                        |
| 2024                                         | CBA                   | Chris Oliveira (1) Extra 330SC [PS-YNC]                                | Pedro Anunciação (2) Extra 330SC [PR-KPJ]                     | Camilo Freitas (3) Pitts S-2ACA [PT-ZRP]                            | Gabriel Saia (1) Stolp Starduster Too [PP-ZSJ]                                                                   | Arthur Mazzucatto (1) Stolp Starduster Too [PP-ZSJ]           | Não houve disputa                                  | Não houve disputa                                                                                       | Não houve disputa                                                                                       | Tatuí - SP                                                                                           |
| 2025                                         | CBA                   | Lucas Yancovitz (1) Extra 330SC [PS-YNC]                               | Pedro Anunciação (3) Extra 330SC [PS-ERW]                     | Carlos Vieira (1) Pitts S-1S [PP-ZPS]                               | Pedro Souto (1) Pitts S-2ACA [PT-ZRP]                                                                            | Cristiano Arenhart (1) Super Decathlon [PP-TZT]               | Chris Oliveira (1) Extra 330SC [PS-YNC]            | Não houve disputa                                                                                       | Não houve disputa                                                                                       | São João da Boa Vista - SP                                                                           |